# ایوب (استانبول)
ایوب (ترکی استانبولی: Eyüp) از ناحیه‌های قسمت اروپایی استانبول که در استان استانبول از ناحیه مرمره قرار گرفته‌است. طبق آخرین سرشماری به سال ۲۰۱۲ میلادی این ناحیه ۳۵۶٬۵۱۲ نفر جمعیت دارد. مسجد تاریخی ایوب سلطان در این ناحیه از استان استانبول قرار دارد.

## ساختار اداری
ناحیه ایوب از ۲۲ محله تشکیل می‌شود: 
۵ لونت 5 Levent
آق‌شمس‌الدین Akşemsettin
علی‌بی‌کوی Alibeyköy
چرچر Çırçır
دفتردار Defterdar
دکمه‌جی‌لر Düğmeciler
امنیت‌تپه Emniyettepe
اسن‌تپه Esentepe
مرکز Merkez
گوک‌ترک Göktürk
گوزل‌تپه Güzeltepe
اسلام‌بی İslambey
قره‌دولاب Karadolap
معمار سنان Mimar Sinan
مدحت‌پاشا Mithatpaşa
نشانجه Nişanca
رامی جمعه Rami Cuma
رامی ینی Rami Yeni
سقاریه Sakarya
سلاحدارآقا Silahtarağa
توپچولار Topçular
یشیل‌پینار Yeşilpınar

## نگارخانه

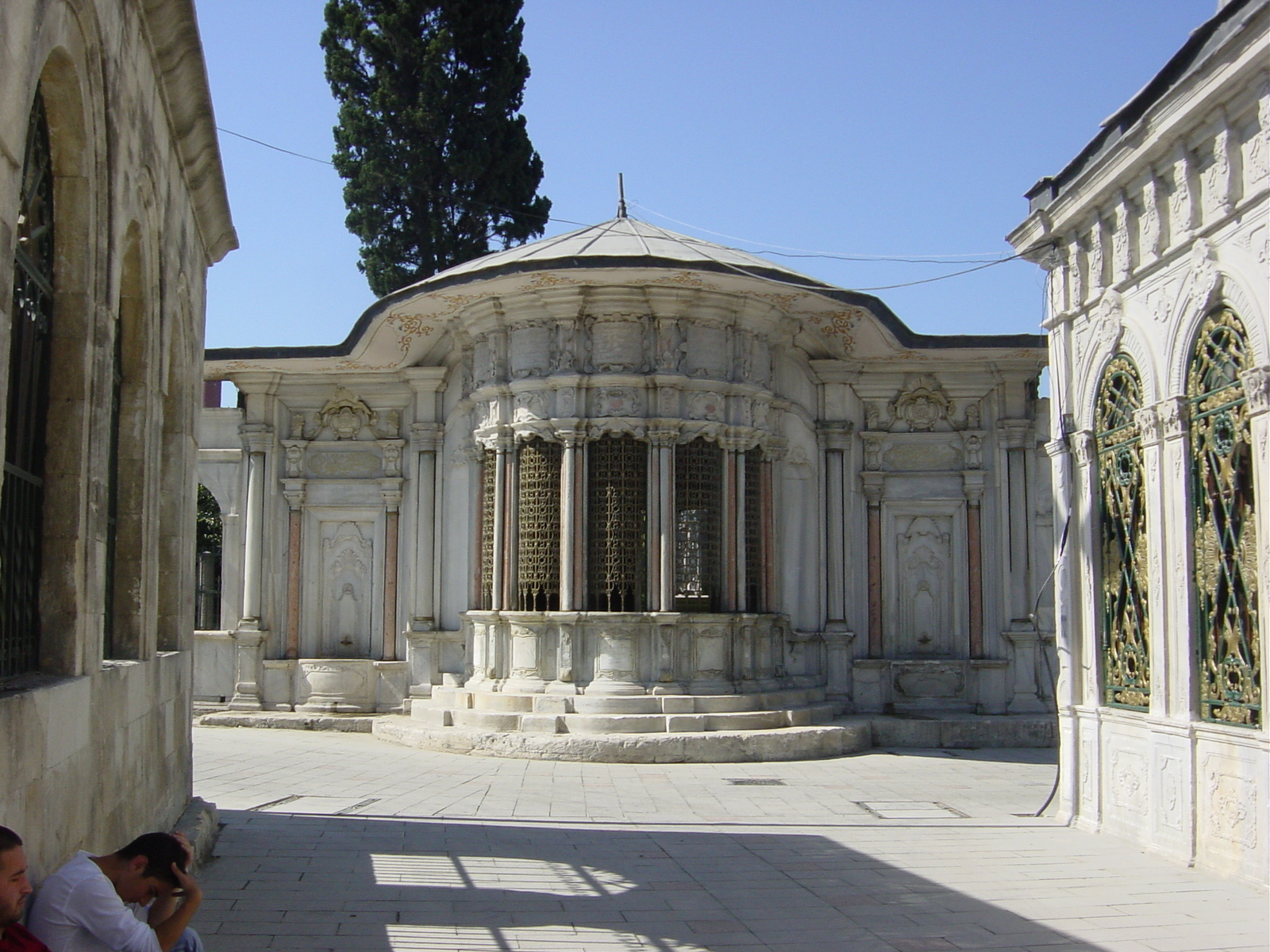
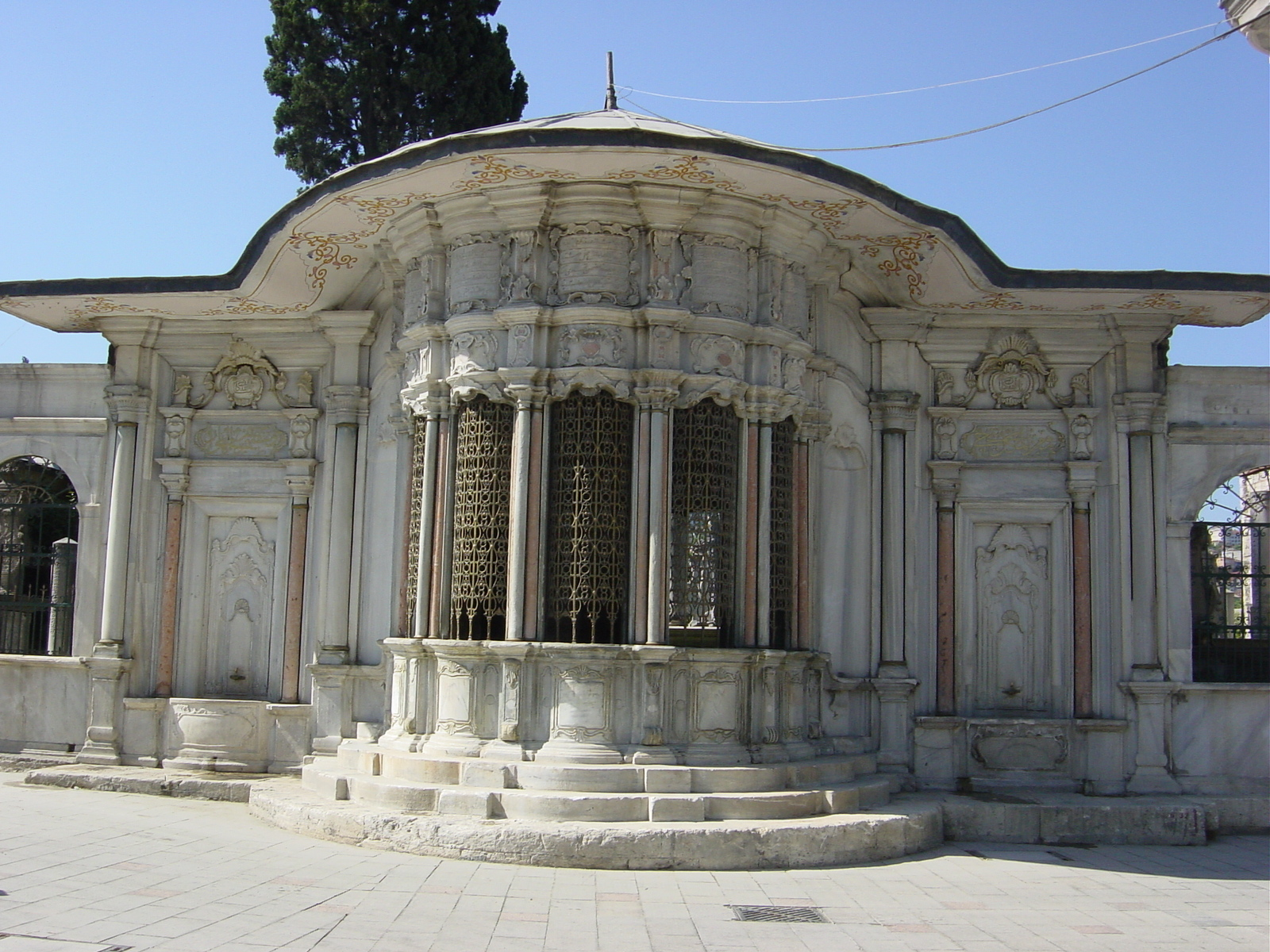
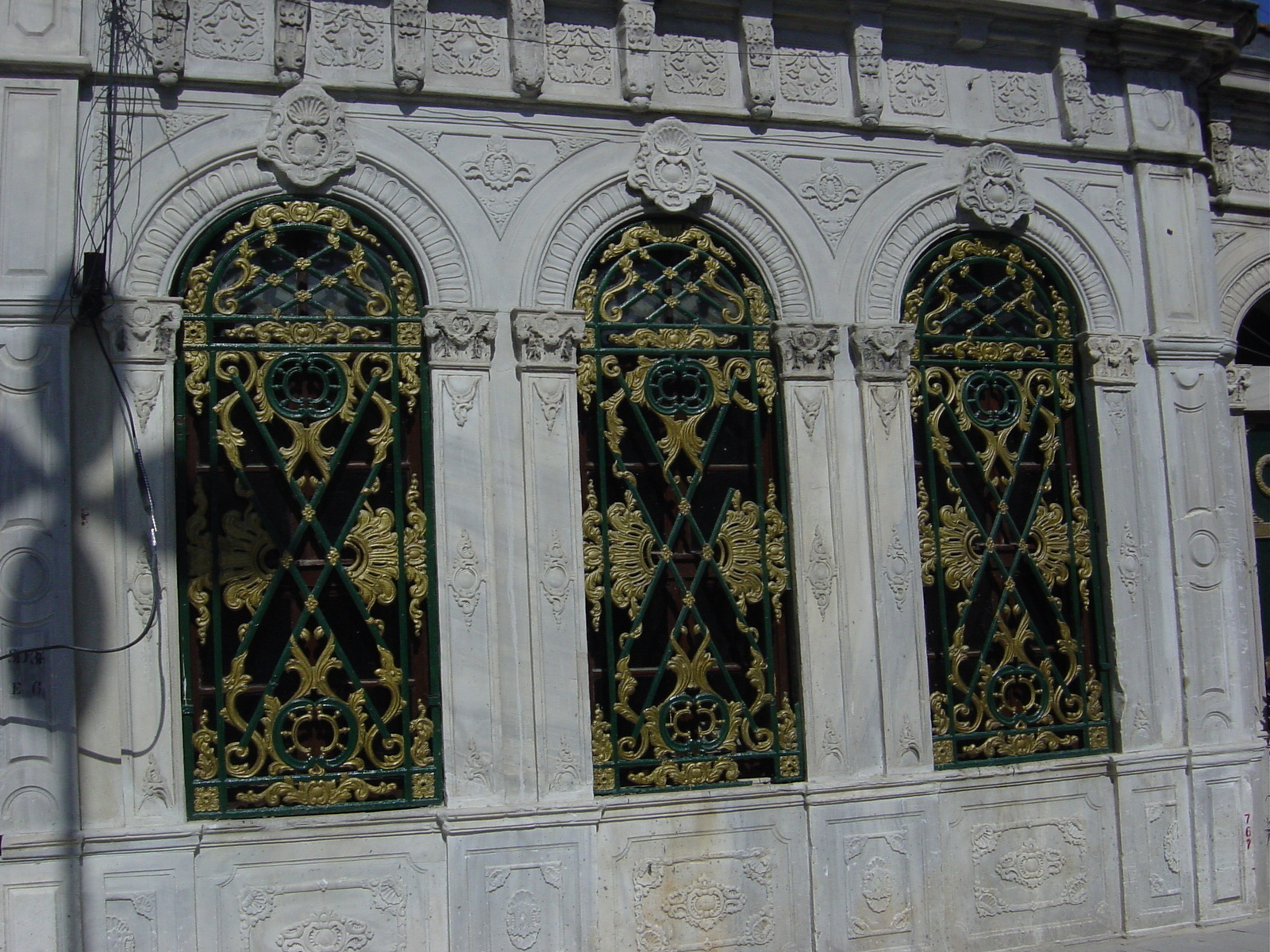
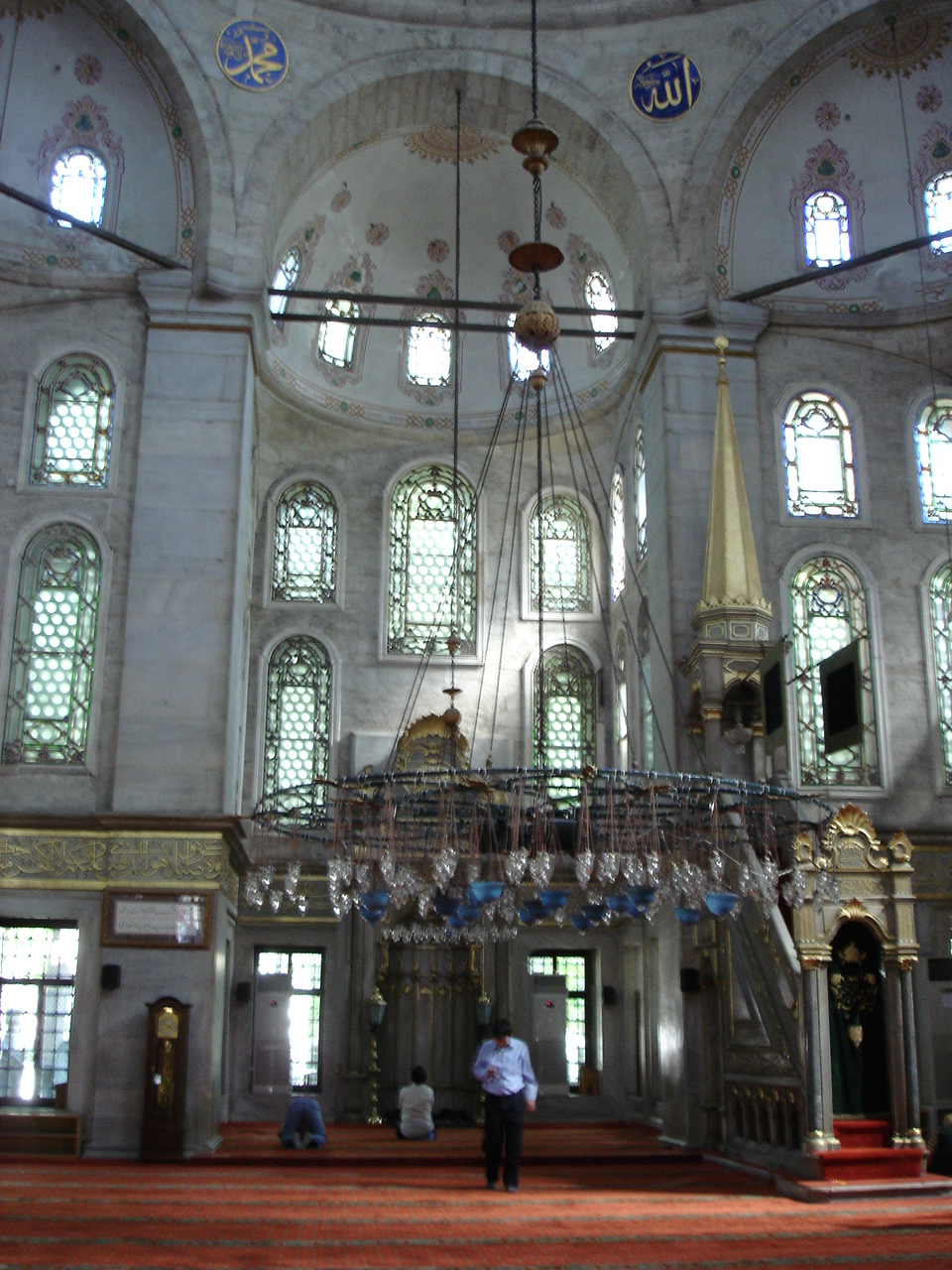

## سیاست

### انتخابات شهرداری
| سال برگزاری | شهردار          | حزب                | درصد رای |
| ----------- | --------------- | ------------------ | -------- |
| ۱۹۸۴        | ایوب اوچاق      | مام میهن           | %۳۹.۵۲   |
| ۱۹۸۹        | قدیر آق‌پنار     | سوسیال دموکرات خلق | %۳۰.۹۳   |
| ۱۹۹۴        | احمد گنچ        | رفاه               | %۲۵.۹۶   |
| ۱۹۹۹        | احمد گنچ        | فضیلت              | %۳۲.۸۵   |
| ۲۰۰۴        | احمد گنچ        | عدالت و توسعه      | %۴۳.۹۴   |
| ۲۰۰۹        | اسماعیل قاوونجو | عدالت و توسعه      | %۳۶.۴۴   |
| ۲۰۱۴        | رمزی آیدین      | عدالت و توسعه      | %۴۶.۶۰   |
| ۲۰۱۹        | دنیز کوکن       | عدالت و توسعه      | %۴۹.۱۱   |
| ۲۰۲۴        | مدحت بلند اوزمن | جمهوری‌خواه خلق     | %۴۸.۱۷   |